# Фабр Жефрар
Фабр Жефрар (фр. Fabre Geffrard; 23 вересня 1806 — 31 грудня 1878) — восьмий президент Республіки Гаїті, син генерала Жефрара, одного з засновників незалежної держави.

## Життєпис
Славу та популярність принесла йому участь у двох війнах із Сан-Домінго. Коли занепокоєний цим імператор Фостен I почав загрожувати його життю, Жефрар організував повстання і 1859 року відновив президентський пост і зайняв його, проте 1867 року був усунутий від влади та змушений тікати на Ямайку, де й помер. За часів свого правління Жефрар здійснив низку сприятливих реформ: митну, скоротив війська, збудував флот тощо.